# Щукин, Кирилл Андреевич
Кирилл Андреевич Щукин (род. 24 февраля 1996, Барнаул) — российский хоккеист, защитник.

## Биография
Начал заниматься хоккеем в барнаульском «Алтае». С сезона 2010/11 — в «Металлурге» Новокузнецк. В сезоне 2012/13 стал играть в команде МХЛ «Кузнецкие медведи». В сезоне 2014/15 провёл также три матча в чемпионате Казахстана за «Торпедо-2» Усть-Каменогорск и 14 матчей за «Зауралье» Курган в ВХЛ. В следующем сезоне дебютировал в КХЛ за «Металлург» Новокузнецк, с сезона 2017/18 играл за команду в ВХЛ. 1 ноября 2018 года перешёл в «Ермак» Ангарск. Следующий сезон начал в команде ВХЛ «Буран» Воронеж, в ноябре перешёл в клуб чемпионата Казахстана «Алматы».
Участник юниорского чемпионата мира 2014 года.